# Carlo Salamano
Carlo Salamano, italijanski dirkač, * 1890, Italija, † 19. januar 1969, Italija.
Salamano se je z dirkanjem na najvišjem nivoju ukvarjal le kratek čas kot moštveni dirkač Fiat SpA z dirkalnikom Fiat 805/405, v sezonah 1922 in 1923, nastopil je le na štirih dirkah, toda zaslovel je kot zmagovalec najpomembnejše dirke v sezoni 1923 za Veliko nagrado Italije, ki je imela kot prva dirka tudi častni naziv Velika nagrada Evrope. Nastopil je le še na dveh manjših dirkah in dirki za Veliko nagrado Francije, kjer je odstopil. Umrl je leta 1969 v starosti oseminsedemdesetih let.